# Rudolf Ratschka
Rudolf Marian Ratschka (ur. 16 maja 1906 we Lwowie, zm. 28 lutego 1973 w Warszawie) – polski aktor teatralny, reżyser radiowy i dyrektor teatru.

## Życiorys

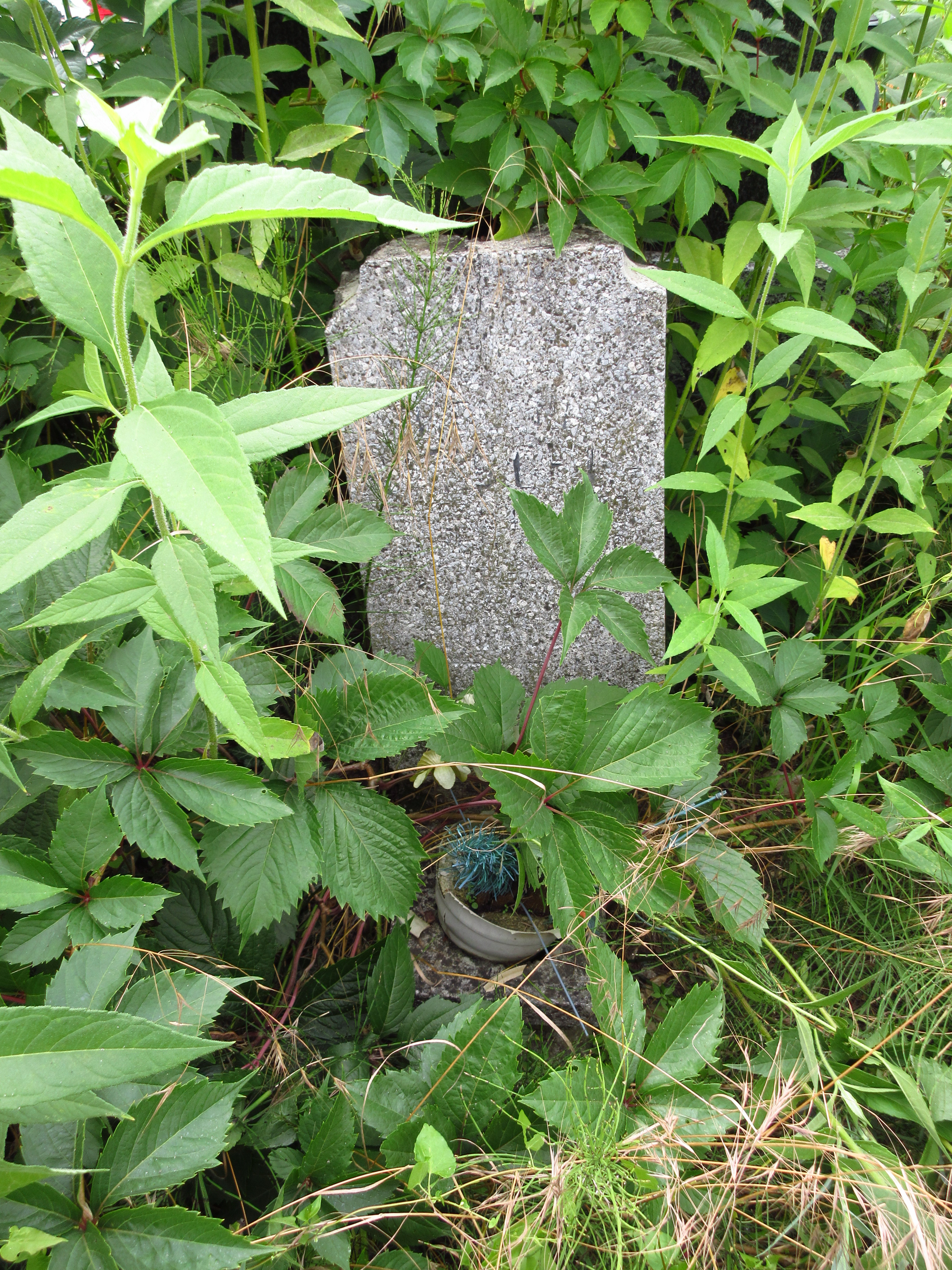
Grób Rudolfa Ratschki na Cmentarzu Bródnowskim.

Był synem aktora Władysława Ratschki i Heleny Sowińskiej, bratem Romana Ratschki, także aktora, Teatru Polskiego w Londynie. Ukończył gimnazjum i 3-letnią szkołę dramatyczną we Lwowie. Działalność sceniczną rozpoczął w 1925 r., w Teatrze im. Słowackiego w Łucku. W okresie II wojny światowej nie występował na scenie. Po wojnie grywał sporadycznie drobne epizody. W 1956 r. zdał reżyserski egzamin eksternistyczny. Na stałe współpracował z Polskim Radiem jako reżyser słuchowisk teatralno-muzycznych, szczególną zaś uwagę poświęcał starym śpiewogrom i wodewilom. 

## Kariera sceniczna

### lata 30.
- 8 VI 1935: Wesele Stanisław Wyspiański, reż. Leon Schiller – jako Inspicjent (Teatr Polski, Warszawa)[3]
- 5 X 1935: Król Lear William Shakespeare, reż. Leon Schiller – jako Kuran (Teatr Polski, Warszawa)
- 2 XI 1935: Kordian (dramat) Juliusz Słowacki, reż. Leon Schiller – jako Kopiący grób (Teatr Polski, Warszawa).

### lata 40.
- 10 XI 1945: Szaberek, szabereczek Franciszek Jarzyna – reżyseria (Teatr Miejski, Świdnica)
- 26 XI 1945: Poskromienie żon Maurice Hennequin – reżyseria (Teatr Miejski, Świdnica)
- 21 XII 1945: Śnieżna parada Franciszek Jarzyna – reżyseria (Teatr Miejski, Świdnica).

### lata 50.
- 1 VIII 1951: Trzeba było iskry Leon Pasternak, reż. Lidia Zamkow – jako Pewien robotnik (Teatr Polski, Warszawa)
- 12 X 1951: Jedyna droga K. Gruszczyński i K. Korcelli, reż. Leon Schiller – asystent reżysera (Teatr Domu Wojska Polskiego, Warszawa)
- 25 V 1952: Powrót posła Julian Ursyn Niemcewicz, reż. Marian Wyrzykowski – jako Lokaj (Teatr Polski, Warszawa)
- 7 XI 1952: Pociąg pancerny 14-69 Wsiewołod Iwanow, reż.: zespół pod kier. Leona Schillera – jako Dutczenko (Teatr Polski, Warszawa)
- 3 X 1953: Horsztyński Juliusz Słowacki, reż. Edmund Wierciński – jako Szlachcic (Teatr Polski, Warszawa)
- 15 IX 1954: Igraszki z diabłem Jan Drda – reżyseria (Teatry Dramatyczne, Częstochowa)
- 25 VI 1955: Lorenzaccio Alfred de Musset, reż. Edmund Wierciński – w podwójnej roli: Dworzanin, Lekarz (Teatr Polski, Warszawa)
- 26 IV 1958: Maskarada Michaił Lermontow, reż. Roman Zawistowski (Teatr Polski, Warszawa).

### lata 60.
- 13 X 1962: Krotochwile miłosne Edward Fiszer i Tadeusz Kubiak – inscenizacja i reżyseria (Teatr im. Adama Mickiewicza, Częstochowa)
- 18 X 1964: Paziowie królowej Marysieńki (opera komiczna) Stanisław Duniecki, reż. Danuta Baduszkowa – opracowanie libretta (Opera im. Stanisława Moniuszki, Poznań).

## Telewizja
Jego jedyny kontakt ze srebrnym ekranem i telewizyjny debiut reżyserski miał miejsce 1 sierpnia 1957 r. na scenie Teatru Telewizji w sztuce Klub kawalerów Michała Bałuckiego.

## Film
Na ekranie kinowym debiutował 26 października 1937 r. jako pomoc techniczna w dramacie obyczajowym pt. Dziewczęta z Nowolipek, w reżyserii Józefa Lejtesa.
- 5 III 1938: Królowa przedmieścia Konstanty Krumłowski, film obyczajowy, reż. Eugeniusz Bodo – asystent reżysera
- 12 I 1959: Zamach film wojenny, reż. Jerzy Passendorfer – jako lekarz zajmujący się Rysiem i "Kolosem"
- 21 I 1962: Wyrok dramat psychologiczno-obyczajowy, reż. Jerzy Passendorfer.

## Radio

### lata 50.
16 lipca 1951 r. po raz pierwszy zaprezentował się w słuchowisku reżyserowanym przez Lidię Zamkow, opartym na utworze W ogniu walk Jurija Germana, które zrealizowano pod auspicjami Teatru Polskiego Radia.
- 19 VII 1951: Miłosierdzie gminy Maria Konopnicka, reż. Tadeusz Byrski
- 27 IV 1952: Odezwa na murze Anna Świrszczyńska, reż. Zbigniew Kopalko
- 13 II 1953: Leonardo uczeń wiedzy Jan Piasecki, reż. Wojciech Maciejewski
- 9 VII 1954: Horsztyński Juliusz Słowacki, reż. Edmund Wierciński
- 25 XII 1954: Kram z piosenkami Leon Schiller – reżyseria
- 26 XII 1955: Miała dziewka żaka Edward Fiszer i Tadeusz Kubiak – reżyseria
- 26 XII 1957: Gołe panny czyli Karnawał w Warszawie: wodewil w 4 aktach Cyryl Danielewski – reżyseria
- 17 III 1958: Stara Warszawa – reżyseria
- 11 IX 1958: Ulicznik warszawski Antoni Wieniarski – reżyseria
- 7 X 1958: Obrazki starej Warszawy – reżyseria
- 6 I 1959: Wicek i Wacek[7] Zygmunt Przybylski – reżyseria
- 29 III 1959: Wodewil Jan Nepomucen Kamiński – reżyseria
- 17 V 1959: Stare miasto Franciszek Domnik – reżyseria
- 22 VII 1959: Spóźnione zaloty Karol Wachtel – reżyseria
- 22 IX 1959: Warszawa w nocy Cyryl Danielewski – reżyseria.

### lata 60.
- 18 IV 1960: Miłostki ułańskie Ksawery Godebski – reżyseria
- 22 VII 1960: Modniarka warszawska Feliks Szober – reżyseria
- 20 VIII 1961: Robert i Bertrand czyli dwaj złodzieje Władysław Ludwik Anczyc – reżyseria
- 25 XII 1961: Podróż po Warszawie Feliks Szober – reżyseria
- 26 XII 1961: Fräulein Doktor Jerzy Tepa, reż. Janusz Warnecki – adaptacja tekstu
- 18 V 1967: Miłość i loteria Jean-Pierre Florian – reżyseria
- 31 III 1968: Miłość i loteria Jean Pierre de Claris – reżyseria
- 8 IX 1968: Igraszki z diabłem Jan Drda – adaptacja tekstu
- 27 IX 1969: Porucznik pancerny Ludwik Adam Dmuszewski – reżyseria.

### lata 70.
- 17 I 1971: Hej wody, wody wiślanej – scenariusz i reżyseria
- 1 V 1971: Bednarz Jan Baudouin – reżyseria
- 8 VIII 1972: Arlekin na świat urażony Franciszek Bohomolec – reżyseria.

## Przebieg pracy
W trakcie swej 48-letniej kariery aktorskiej występował na deskach 11 teatrów w: Łucku, Lublinie, Lwowie, Świdnicy, Jeleniej Górze, Łodzi, Częstochowie, Poznaniu (opera) i Warszawie:
- Teatr Ziemi Wołyńskiej, Łuck-Lublin: 1925-1927
- Teatr Miejski, Lwów: 1927-1933
- Teatr Ateneum, Warszawa: 1933
- Teatr Polski, Warszawa: 1934-1936, 1949-1971 jako aktor i inspicjent
- Teatr Buffo, Warszawa: 1938-1939
- Teatr Miejski, Świdnica: 1945-1946 jako reżyser i kierownik
- Teatr Miejski, Jelenia Góra: 1947-1948 jako kierownik administracyjny
- Teatr Wojska Polskiego, Łódź: 1948-1949 jako inspicjent
- Teatr Domu Wojska Polskiego, Warszawa: 1951 jako asystent reżysera
- Teatry Dramatyczne, Częstochowa: 1954 jako reżyser
- Teatr im. Adama Mickiewicza, Częstochowa: 1962 jako reżyser i inscenizator
- Opera im. Stanisława Moniuszki, Poznań: 1964 – opracowanie libretta.

Na emeryturę przeszedł we wrześniu 1972 r., niespełna ½ roku przed swą śmiercią.

## Śmierć
Aktor zmarł w wieku 66 lat. Został pochowany na warszawskim cmentarzu Bródnowskim (kwatera 59H-3-19).